# Lucanus davidis
Lucanus davidis là một loài bọ cánh cứng trong họ Lucanidae. Loài này được Deyrolle in Deyrolle & Fairmaire mô tả khoa học năm 1878.